# بوب إميريش
بوب إميريش (بالإنجليزية: Bob Emmerich)‏ هو لاعب كرة قاعدة أمريكي، ولد في 1 أغسطس 1891، وتوفي في 22 نوفمبر 1948 في بريدجبورت في الولايات المتحدة.

## وصلات خارجية
- بوب إميريش على موقعبيزبول رفرنس.كوم (الدوري الرئيسي) (الإنجليزية)
- بوب إميريش على موقعبيزبول رفرنس.كوم (الدوري الثانوي) (الإنجليزية)